# Pilosocereus
Pilosocereus Byles & G.D.Rowley è un genere di piante succulente della famiglia delle Cactacee.

## Tassonomia
Il genere comprende le seguenti specie:

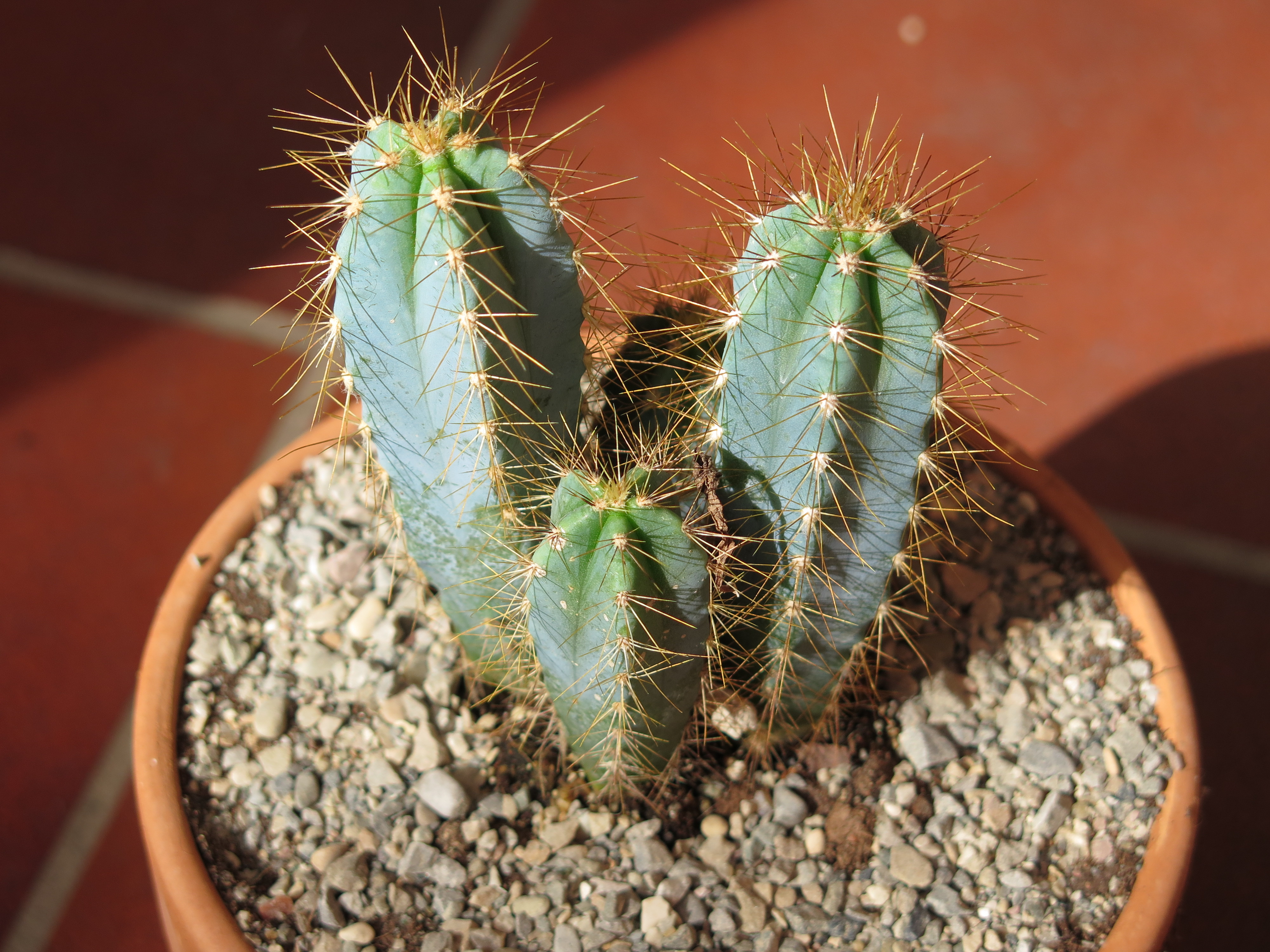
Pilosocereus pachycladus

- Pilosocereus albisummus P.J.Braun & Esteves
- Pilosocereus alensis (F.A.C.Weber ex Rol.-Goss.) Byles & G.D.Rowley
- Pilosocereus arrabidae (Steud.) Byles & G.D.Rowley
- Pilosocereus aureispinus (Buining & Brederoo) F.Ritter
- Pilosocereus aurisetus (Werderm.) Byles & G.D.Rowley
- Pilosocereus azulensis N.P.Taylor & Zappi
- Pilosocereus bohlei Hofacker
- Pilosocereus brasiliensis (Britton & Rose) Backeb.
- Pilosocereus brooksianus (Britton & Rose) Byles & G.D.Rowley
- Pilosocereus catalani (Riccob.) Byles & G.D.Rowley
- Pilosocereus catingicola (Gürke) Byles & G.D.Rowley
- Pilosocereus chrysacanthus (F.A.C.Weber ex K.Schum.) Byles & G.D.Rowley
- Pilosocereus chrysostele (Vaupel) Byles & G.D.Rowley
- Pilosocereus collinsii (Britton & Rose) Byles & G.D.Rowley
- Pilosocereus colombianus (Britton & Rose) Byles & G.D.Rowley
- Pilosocereus curtisii (Otto) A.R.Franck
- Pilosocereus densiareolatus F.Ritter
- Pilosocereus diersianus (Esteves) P.J.Braun
- Pilosocereus flavipulvinatus (Buining & Brederoo) F.Ritter
- Pilosocereus flexibilispinus P.J.Braun & Esteves
- Pilosocereus floccosus Byles & G.D.Rowley
- Pilosocereus fulvilanatus (Buining & Brederoo) F.Ritter
- Pilosocereus gaumeri (Britton & Rose) Backeb.
- Pilosocereus glaucochrous (Werderm.) Byles & G.D.Rowley
- Pilosocereus jamaicensis Proctor
- Pilosocereus juaruensis (Buining & Brederoo) P.J.Braun
- Pilosocereus kanukuensis (Alexander) Leuenb.
- Pilosocereus lanuginosus (L.) Byles & G.D.Rowley
- Pilosocereus leucocephalus (Poselg.) Byles & G.D.Rowley
- Pilosocereus machrisii (E.Y.Dawson) Backeb.
- Pilosocereus magnificus (Buining & Brederoo) F.Ritter ex D.R.Hunt
- Pilosocereus millspaughii (Britton) Byles & G.D.Rowley
- Pilosocereus mollispinus P.J.Braun & Esteves
- Pilosocereus moritzianus (Otto ex Pfeiff.) Byles & G.D.Rowley
- Pilosocereus multicostatus F.Ritter
- Pilosocereus occultiflorus P.J.Braun & Esteves
- Pilosocereus oligolepis (Vaupel) Byles & G.D.Rowley
- Pilosocereus pachycladus F.Ritter
- Pilosocereus parvus (Diers & Esteves) P.J.Braun
- Pilosocereus pentaedrophorus (Labour.) Byles & G.D.Rowley
- Pilosocereus piauhyensis (Gürke) Byles & G.D.Rowley
- Pilosocereus polygonus (Lam.) Byles & G.D.Rowley
- Pilosocereus × pseudosuperfloccosus P.J.Braun & Esteves
- Pilosocereus purpusii (Britton & Rose) Byles & G.D.Rowley
- Pilosocereus pusillibaccatus P.J.Braun & Esteves
- Pilosocereus quadricentralis (E.Y.Dawson) Backeb.
- Pilosocereus robinii (Lem.) Byles & G.D.Rowley
- Pilosocereus rosae P.J.Braun
- Pilosocereus royenii (L.) Byles & G.D.Rowley
- Pilosocereus splendidus F.Ritter
- Pilosocereus × subsimilis Rizzini & A.Mattos
- Pilosocereus tillianus R.Gruber & Schatzl
- Pilosocereus vilaboensis (Diers & Esteves) P.J.Braun
- Pilosocereus zahrae P.J.Braun
- Pilosocereus zappiae Lavor & Calvente